# Combarro, Poio
Combarro est une paroisse civile de la commune de Poio, dans la province galicienne de Pontevedra en (Espagne). Jusqu'au début du XXe siècle, c'était une commune indépendante. Le recensement de 2004 était de 1 668 habitants et en 2008 le village comptait 1 786 habitants.

## Géographie
C'est un village de pêcheurs sur la Ria de Pontevedra, proche à la fois de la capitale provinciale, Pontevedra (7 km), et d'autres villes connues comme Sanxenxo. C'est l'un des hauts lieux du tourisme en Galice. 
Les lieux habités sont: Combarro, Armada, Cidras, Chancelas et Xuviño.

## Patrimoine
Le village a été déclaré Bien d'intérêt culturel en 1972,. L'élément le plus remarquable est son centre historique, où il y a un grand nombre de hórreos (greniers galiciens) au bord de la mer et de calvaires, ainsi que l'église paroissiale.
Depuis 2001, la "Festa do Mar" (fête de la mer) a lieu chaque année le 24 août.

## Galerie d'images

Images de Combarro
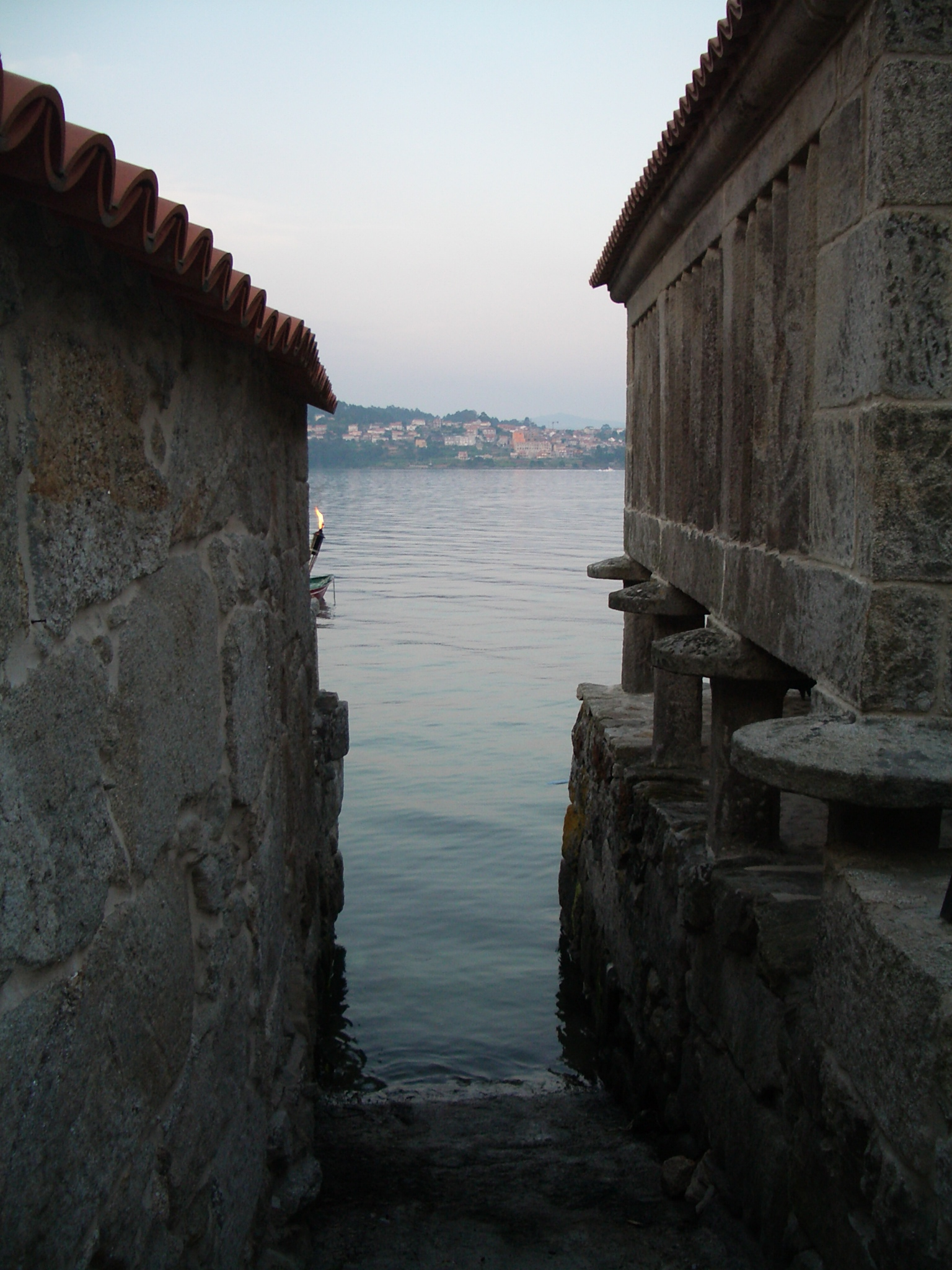
Grenier galicien sur pilotis au bord de la mer
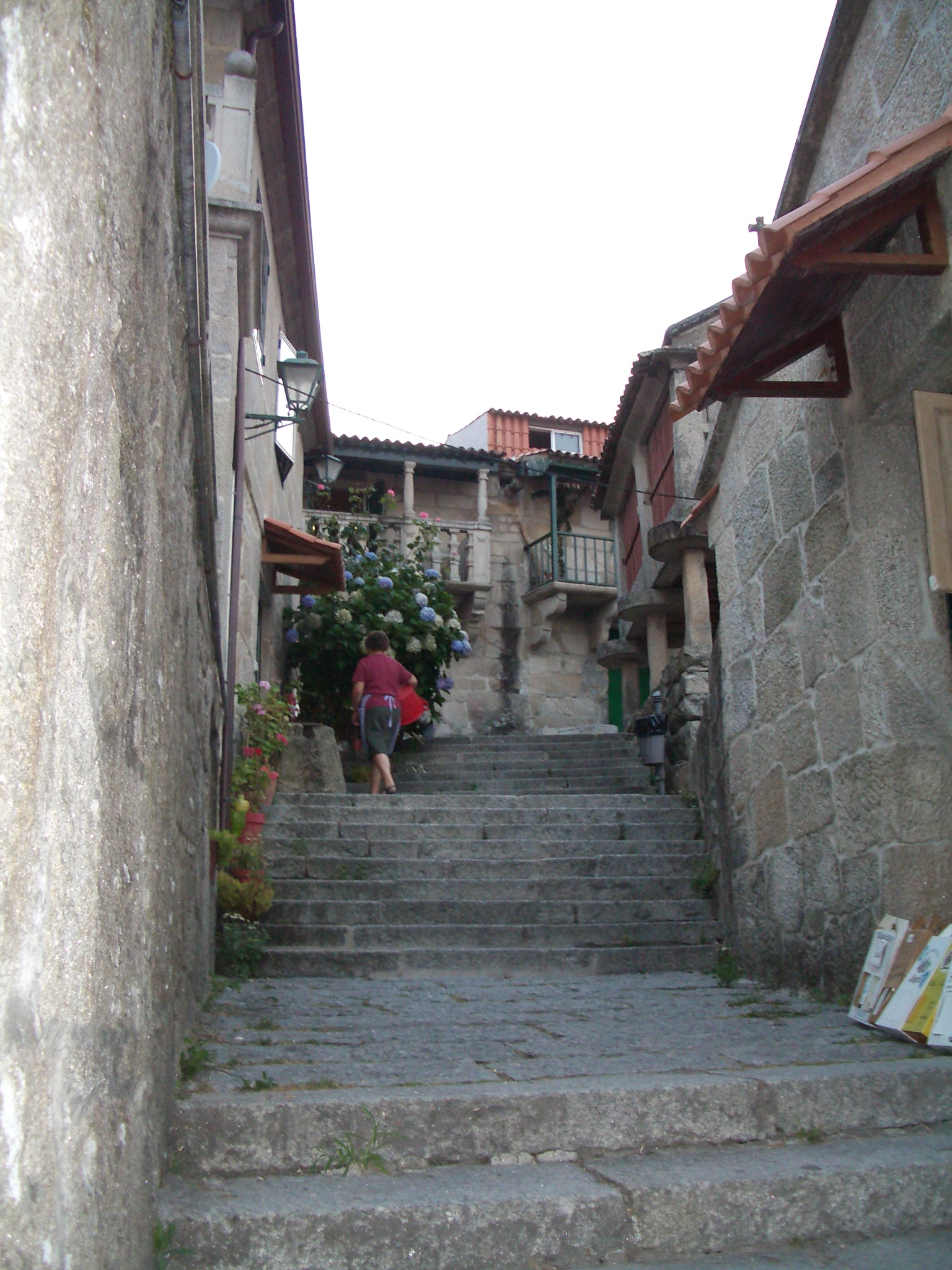
Rue
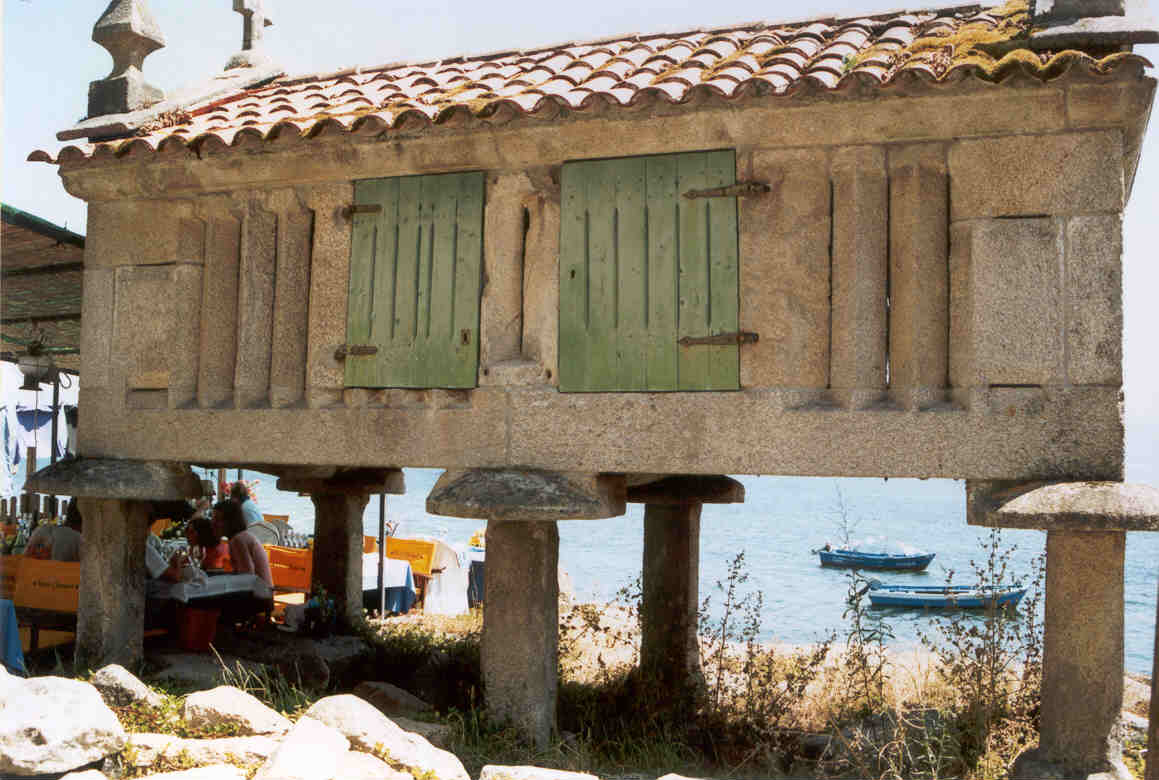
Grenier galicien sur pilotis
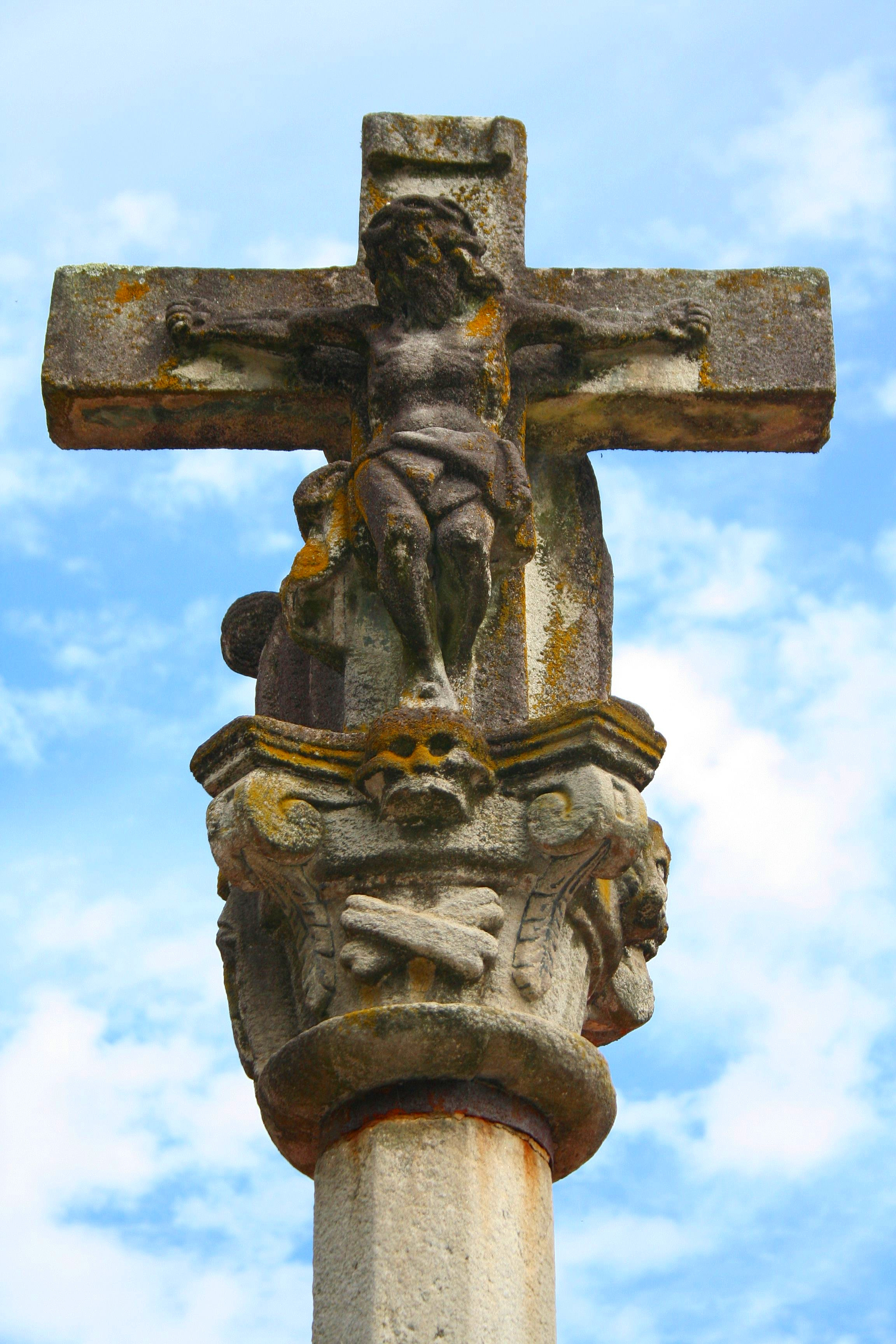
Calvaire (édifice)
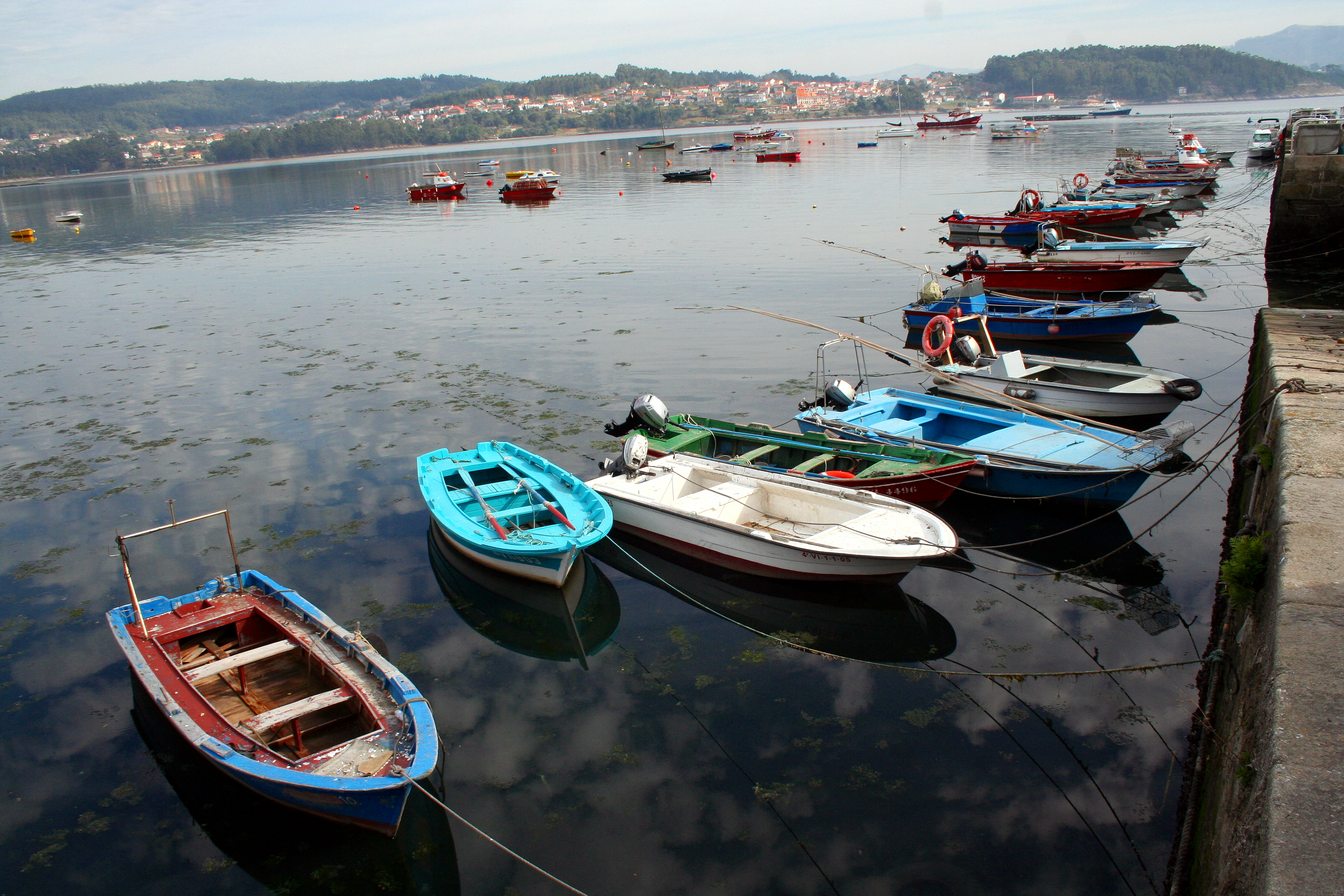
Port de Combarro
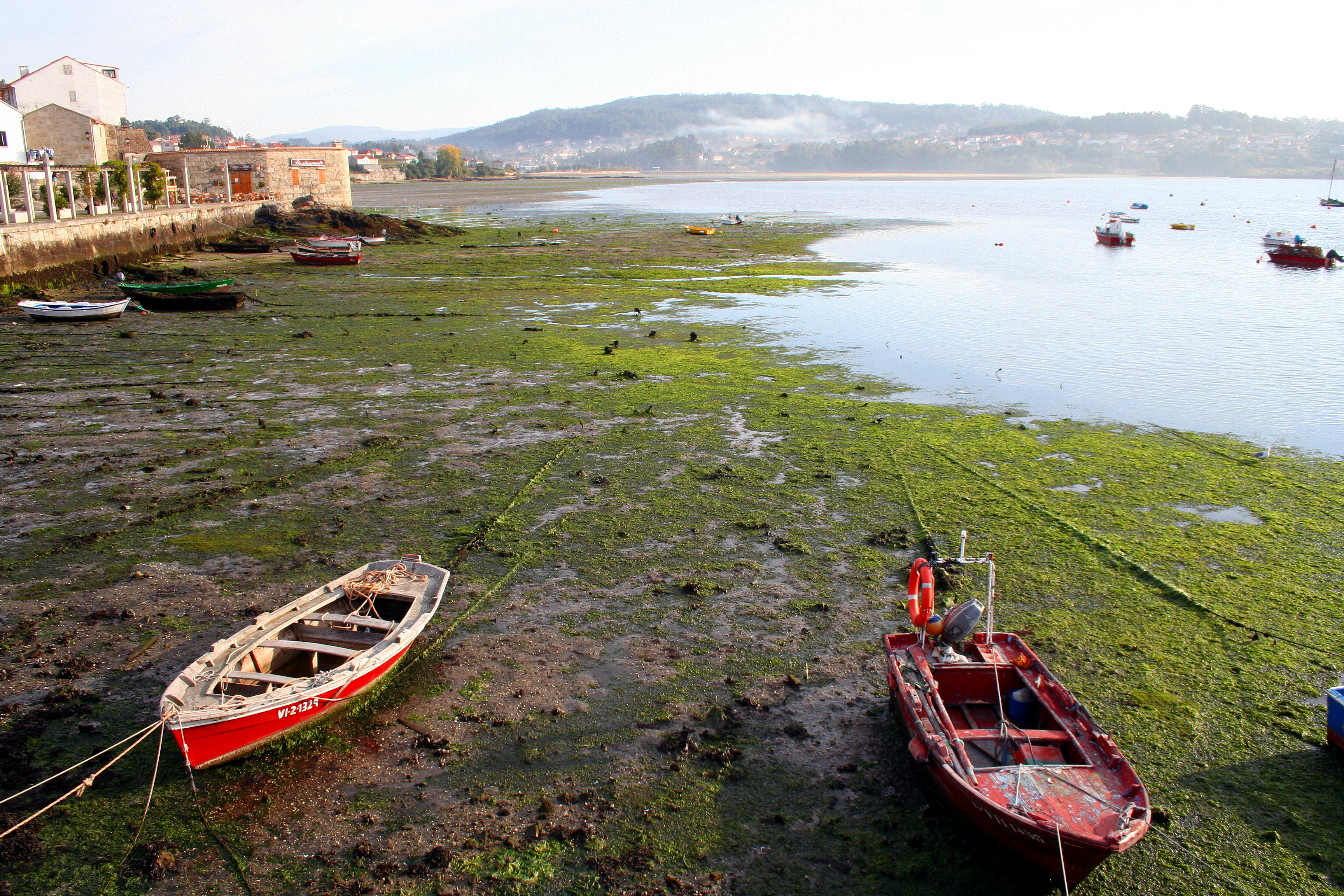
Marée basse à Combarro